# Lisette Olivera
Lisette Olivera, född 16 april 1999 i Los Angeles, är en amerikansk skådespelare.
Olivera har bland annat medverkat i TV-serierna Total Eclipse från 2019, National Treasure: Edge of History (2022–2023). Hon har även medverkat i filmen We Need to Do Something från 2021.

## Filmografi (i urval)
- 2019: Total Eclipse
- 2021: We Need to Do Something
- 2022–2023: National Treasure: Edge of History